# 高棉共和國
高棉共和國是柬埔寨歷史上的一個政權。1970年建立於美軍默許下的軍事政變，直至1975年紅色高棉攻克金邊市之後被其取代。

## 歷史

### 建立
1970年3月18日，王國首相朗諾將軍與副首相施里瑪達親王（施亞努的表兄弟）等人發動政變推翻西哈努克。由鄭興（英語：Cheng Heng，或譯鄭恒）代任成為新政府的國家元首，不過該職位主要是禮儀性質。1970年10月9日，新政府宣佈廢止君主制，成立共和國。
被推翻的西哈努克與紅色高棉合作，於1970年5月5日另建柬埔寨王國民族團結政府對抗朗諾政權。
1972年6月，高棉共和國舉行首次總統選舉，結果朗諾當選為總統。

### 滅亡
1975年初，首都金邊的對外陸上交通已被紅色高棉切斷。4月1日，朗诺离开金邊赴印尼尋求援助。朗诺的職务由參議院議長蘇金奎作為“臨時”國家元首来接替。朗诺的離去引起高棉共和國政治和軍事力量的全面崩潰。2日，紅色高棉攻占湄公河重镇乃良（奈龍），乃良地區的司令林西薩被俘虜。美国駐金邊的大使館开始撤离金邊，5日，西哈努克拒絕了高棉共和國代總統蘇金奎提出的“停火”建議，10日美國停止對高棉共和國的援助，朗诺從巴厘島飛往夏威夷，流亡美國。12日代理總統蘇金奎搭乘美国的一架撤運直升機逃離了柬埔寨，总理隆波烈和部隊参谋長沙索沙康等七人成立「共和國臨時最高委员会」，主席沙索沙康將軍，委員隆波烈、韩通哈（社會共和黨）、屋金安（共和黨）、董旺·方蒙少将（副總參謀長）、馮沙林迪（海军司令）、葉琼准将（空军司令）。4月17日，紅色高棉攻占金邊，美軍則搶在4月12日從金邊完成直升機疏散任務「鷹遷行動」，把所有美國人和部分高棉人士接到暹羅灣裡待命的美國海軍艦艇上，之後高棉共和國政府宣佈投降，紅色高棉建立「民主柬埔寨」政權，但高棉西部的政府軍仍持續抵抗，直到5月22日紅色高棉佔領了全境，高棉共和国正式灭亡。

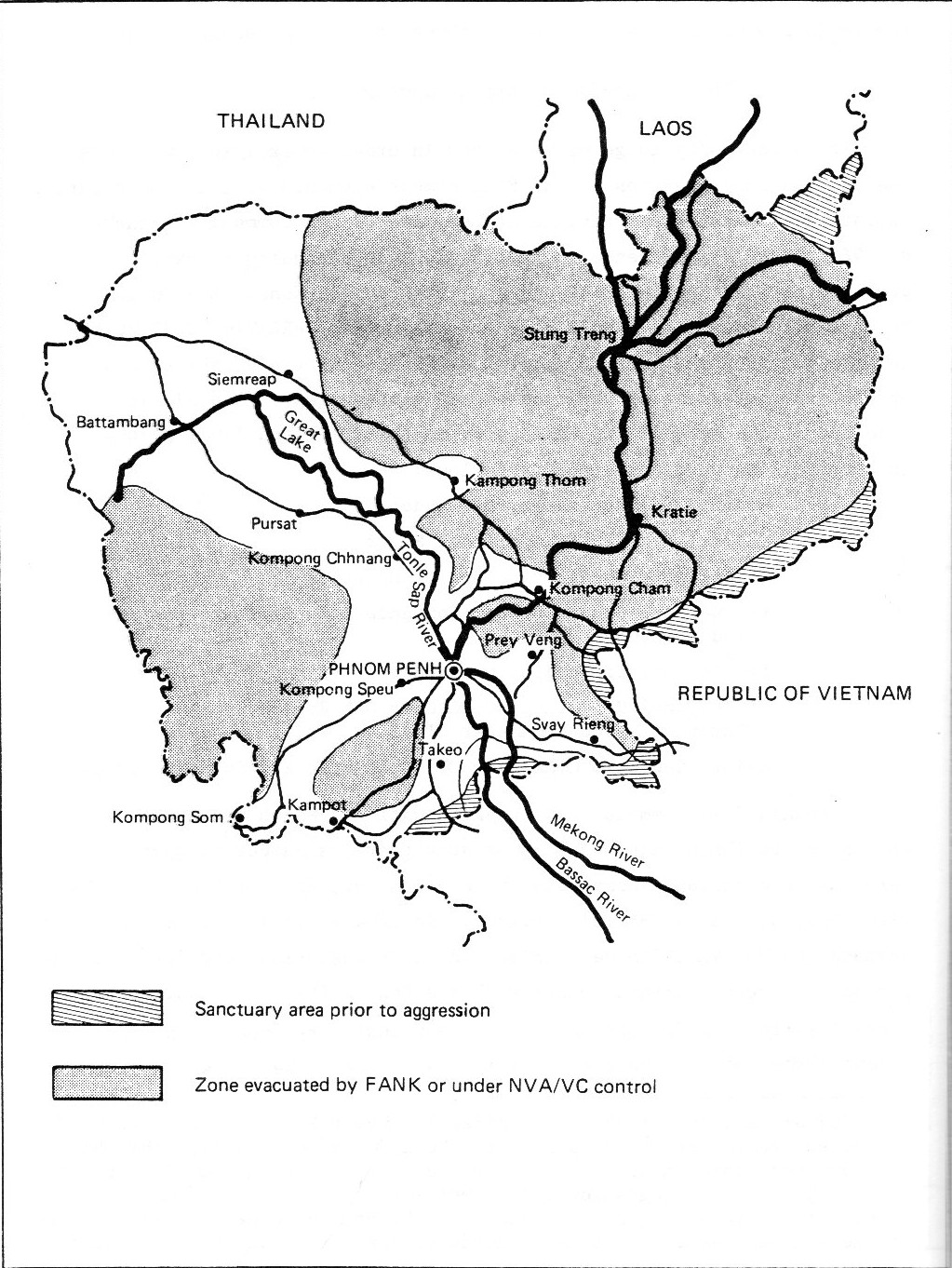
1970年8月柬埔寨各方控制区域示意图，金邊政府僅控制國內的白色區域

#### 流亡
1975年高棉共和國滅亡後，流亡美國反當局的人士於2009年以高棉共和國國旗為標幟成立了「高棉人民力量運動」（KPPM），是以推翻目前的柬埔寨王國洪森政權為目標；在其國內，前高棉共和國總統龍諾的兒子朗列所成立的高棉共和黨亦是以此旗為黨旗。

## 軍事
朗諾把原有3萬多人的皇家軍隊改組及擴充為國家軍隊（FANK，政府軍），到1970年底政府軍號稱有大約15萬人，可是政府軍內部的腐敗問題嚴重，尤其是軍官們利用不存在的「影子部隊」侵吞軍餉。
在1970年－1975年的柬埔寨內戰中，紅色高棉逐漸壯大，朗諾政府主要依賴美國的援助才勉強維持下去。

## 外交

### 中華民國
1970年柬埔寨政變后，與中華人民共和國斷交，恢復與中華民國的接觸並於6月准予設立中華民國駐高棉共和國代表團，時任中華民國駐泰國臨時代辦董宗山調至金邊擔任首任團長。10月正式建立高棉共和國，並基於對等原則於1971年設立高棉共和國駐華代表團，雙方互相派駐大使銜外交代表。1971年投下支持中華民國續留聯合國的一票，即《聯合國大會2758號決議》，是唯二支持中華民國的東南亞國家（另一個為菲律賓）；1972年9月，成立代表團下轄之軍事顧問團以利其對抗紅色高棉勢力，因應日漸升高的柬埔寨內戰，雙方密切的交流也使得1974年底高棉共和國政府在中華民國新任代表孔令晟抵任時重新考慮加速因美國反對遲未與中華民國建交的時程，然而當時政府軍因美軍撤離而戰事告急，中華民國方面亦已無強烈意願且末代駐高棉代表團團長孔令晟於金邊政權瓦解前的1975年4月2日片面撤離，雙方關係已實質結束。兩周後的17日，紅色高棉攻陷金邊，隔年建立民主柬埔寨，雙方交流正式全面中斷。5月，中華民國外交部宣布駐高棉共和國代表團已於4月17日撤離關閉。

### 日本
高棉共和國於日本設有大使館。

### 韓國
高棉共和國於韓國設有大使館。

### 與英联邦成員的外交關係

#### 英屬香港
高棉共和國於英屬香港設有總領事館。

#### 英国
高棉共和國於英國設有大使館。

### 美國
高棉共和國於美國設有大使館。